# Aeroportul San Carlos Apache
Aeroportul San Carlos Apache (IATA: GLB, FAA LID: P13) este un aeroport din Comitatul Gila, Arizona, Arizona, Statele Unite ale Americii ce deservește zona Globe.
Situat la o altitudine de 994 m, aeroportul dispune de 1 pistă.

## Infrastructură

### Piste
Aeroportul dispune de o singură pistă. Pista 09/27 are suprafața de asfalt și dimensiunile 6.500 picioare × 100 picioare. 